# Redshirt (fiction)

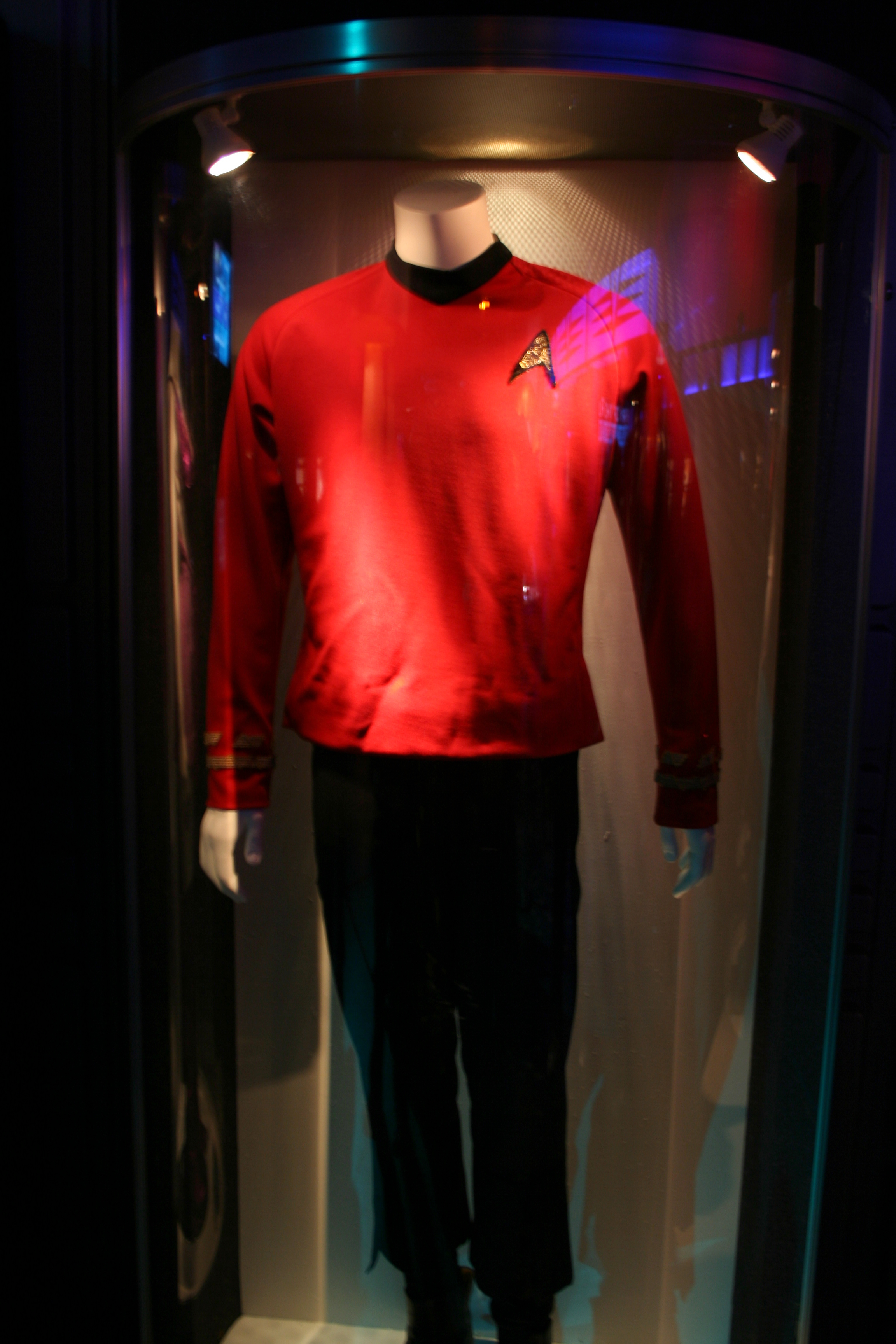
Costume de redshirt dans la série Star Trek.

Un redshirt ou red shirt, littéralement en français chemise rouge, est un archétype de personnage de fiction dont le rôle est de mourir pour souligner le danger d'une scène.

## À l'origine du concept
Le concept de redshirt provient de la série de science-fiction Star Trek, où des personnages jamais vus auparavant dans la distribution, revêtus d'une chemise rouge partent en mission, et meurent fréquemment. Le but est de souligner la dangerosité de l'action, et de mettre en valeur les acteurs principaux.

## Parodies et variantes du concept
Dans Space Quest V, le héros Roger Wilco et son officier de navigation Droole se téléportent sur une planète abritant une colonie n'émettant plus de signal en orbite. L'officier propose de se séparer, ce à quoi le héros est réticent. L'explication donnée est que le héros porte une chemise rouge,.
Le personnage de Kenny McCormick de la série South Park meurt dans quasiment chaque épisode des premières saisons. Des travaux suggèrent que cela permet au spectateur de se familiariser avec la mort et de mieux accepter l'inévitabilité de celle-ci,, ce qui l'éloigne du concept original de redshirt.
Le roman Redshirts : Au mépris du danger de John Scalzi parodie le concept, en mettant en scène des personnages redshirts qui prennent graduellement conscience qu'ils font partie d'une mauvaise série télévisée de science-fiction usant et abusant de ce concept.
Le jeu vidéo FTL: Faster Than Light contient un achievement « No Redshirts Here » débloqué lorsque le joueur arrive dans la dernière partie du jeu sans avoir perdu un membre de l'équipage.